# Chris Hope
Pour les articles homonymes, voir Hope.
Christopher Jonathan Hope, couramment appelé Chris Hope, est un footballeur anglais, né le 14 novembre 1972 à Sheffield. Évoluant au poste de défenseur, il est principalement connu pour ses saisons à Scunthorpe United, Gillingham et Rushden & Diamonds.

## Biographie

### Carrière de joueur
Natif de Sheffield, il commence sa carrière à Darlington en 1989, avant de rejoindre Nottingham Forest dès la saison suivante, mais sans réussir à s'imposer en équipe première pendant les trois saisons qu'il y passe.
Au début de la saison 1993-94, il rejoint alors Scunthorpe United lors d'un transfert d'un montant de 50.000 £. Il y reste sept saisons en tout, devenant une pièce essentielle de l'équipe, prenant part à 333 matches du club (dont 288 en Third Division), avec notamment une série de 177 matches consécutifs sans en manquer un seul.
En juillet 2000, il est transféré à Gillingham pour 250.000 £, où il découvre la First Division. Il s'y impose comme un élément indispensable de l'équipe, réussissant de nouveau à jouer une impressionnante série de 176 matches consécutifs sans en manquer un seul, série qui se termine à cause d'une suspension. Son contrat est prolongé de trois ans en mars 2003 et, à la suite du départ du capitaine Paul Smith (en) et à la relégation du club en League One à la suite de la saison 2004-05, il est nommé capitaine du club. 
Toutefois, il manque la majeure partie de cette saison à cause d'une blessure et est libéré de son contrat à la fin de celle-ci par l'entraîneur Ronnie Jepson (en), après avoir fait 264 apparitions sous le maillot de Gillingham (dont 236 en championnat). Il s'engage, alors en juillet 2006, avec Rushden & Diamonds qui joue alors en Conference National. Son nouvel entraîneur, Paul Hart (en), voit en lui un leader d'expérience capable d'aider les jeunes joueurs de son effectif à progresser et le nomme capitaine dès son arrivée.
Mais Rushden & Diamonds connaît alors de grosses difficultés financières (difficultés financières qui mèneront le club jusqu'au dépôt de bilan en 2011) qui le contraignent à réduire leur masse salariale et donc à dégraisser leur effectif. C'est ainsi que le contrat de Hope est résilié après deux saisons. Après avoir refusé une offre de Dover Athletic entraîné par son ancien coéquipier de Gillingham Andy Hessenthaler (en) et qui jouait alors en Isthmian Football League, il s'engage pour le club de Conference North Corby Town (en). 
Il y reste deux saisons avant de s'engager, pendant l'été 2011, pour St Neots Town (en) qui joue en Southern Football League. Il y reste une saison avant de participer à l'aventure de la recréation de Rushden & Diamonds, disparu en 2011 et recréé par les supporteurs sous le nom d'AFC Rushden & Diamonds. Il s'y engage le 21 juillet 2012 et s'y impose comme un des piliers de la défense avant de prendre sa retraite à la fin de la saison.
Son père, John Hope (en), et son frère, Richard Hope (en), ont été aussi footballeurs professionnels, principalement à Sheffield United pour son père et à Northampton Town pour son frère.